# 德國國會大廈
德國國會大廈（简称；官方名称为“帝国國会大厦大会场”）是位于德国首都柏林米特区的一座建筑。1894至1918年间首先建造用於德意志帝国的帝国议会，后来在魏玛共和国时期是共和国议会的议会会址。1933年毀於火焚。二战后位於西柏林並已废弃，东德在东柏林另建共和国宫以召开人民议会，西德則在波恩以联邦大厦召开联邦议院。1960年代该建筑受到局部翻修，但是直到1990年10月3日两德统一的时候才得到完全恢复，此时根据建筑设计师诺曼·福斯特的方案重建。从1994年开始每五年德国联邦大会在这里选举德國聯邦總統。1999年开始它是德国联邦议院的会址。
德语中Reichstag一词本意为国会，产生于神圣罗马帝国时期，现在专指德国国会大厦，而Bundestag则用来表示现在的国会。

## 歷史

### 临时议会
柏林的第一座帝国议会位于莱比锡大街4号。

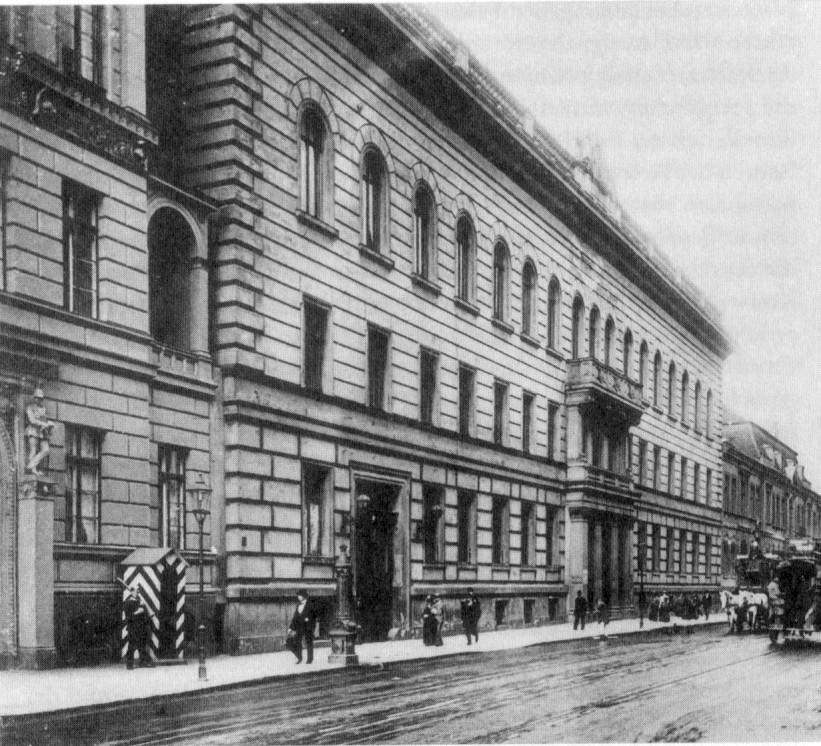
位于莱比锡大街4号的临时议会建筑

德意志帝国帝国议会的前身为原普鲁士上院。1867年以普鲁士为主力的北德意志邦聯成立后，普鲁士的上院成为北德意志联邦的帝国议会。1871年德意志帝国成立后南德国家的议员也加入这个议会，因此议会需要一个大一些的会址。一开始帝国议会移到莱比锡街75号原普鲁士下院的院址，卻發現該地方不够大。1871年4月19日帝国议会接受了一个提议，其中提道：“建造一座符合德意志帝国议会的任务、符合德意志人民的代表的地位的议会建筑是一个急迫的需要。”同时还有一份在语气上充满民族主义口气的提议没有获得多数议员的批准。 
一个议会建造委员会受託替一座“适合”的新樓進行筹建任務。其任务包括寻找建筑地面、准备建筑、组织建筑师设计比赛以及在过渡期间做出一个过渡解决方案。最后这个任务在最短時間內完成。在仅70天内位于位於莱比锡街4号原柏林王家陶瓷厂的建筑改造为议会建筑。本来计划到新建筑建成前的过渡时间为五至六年，实际上议会在这个临时建筑里召开了共23年。

### 立基

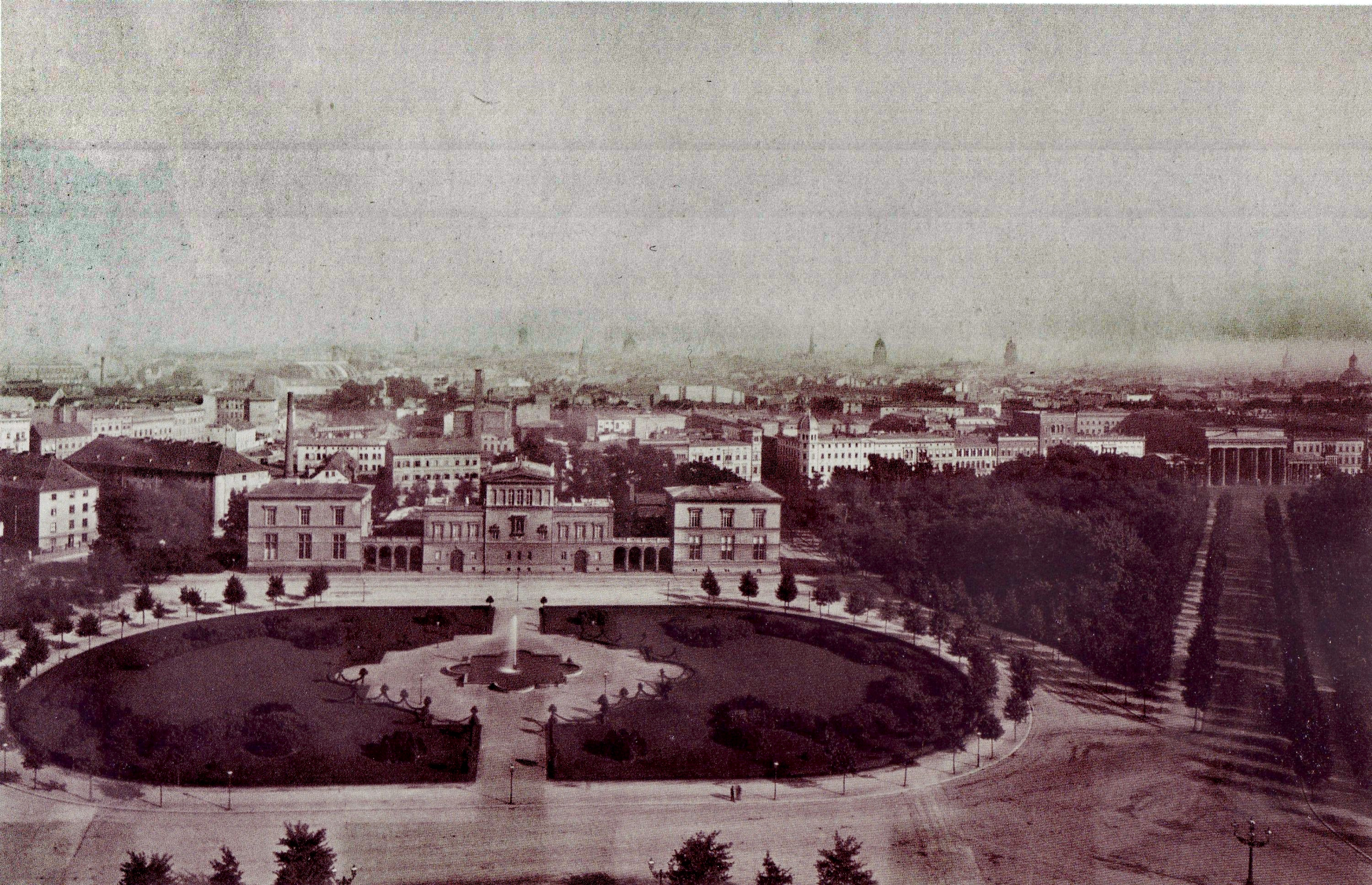
1880年时的国王广场

然而，在寻找地址时就已出现问题。一开始委员会决定在国王广场（今共和国广场）的东侧建造。当时这里是普鲁士外交官和艺术收藏家阿塔纳兹·拉辛斯基伯爵的宫殿。委员会当时认为在皇帝的支持下拉辛斯基伯爵会同意让出这块地来。因此他们开始提出设计竞争。 
上百建筑师参加设计竞赛，最后1872年路德维希·波恩斯台特的设计获胜。他的设计也是在公众中获得最好评论的。但是拉辛斯基伯爵拒绝让出他的地方，而威廉一世虽然表示觉得这个地方合适，但是不愿没收拉辛斯基伯爵的财产，因此波恩斯台特的计划无法实行。

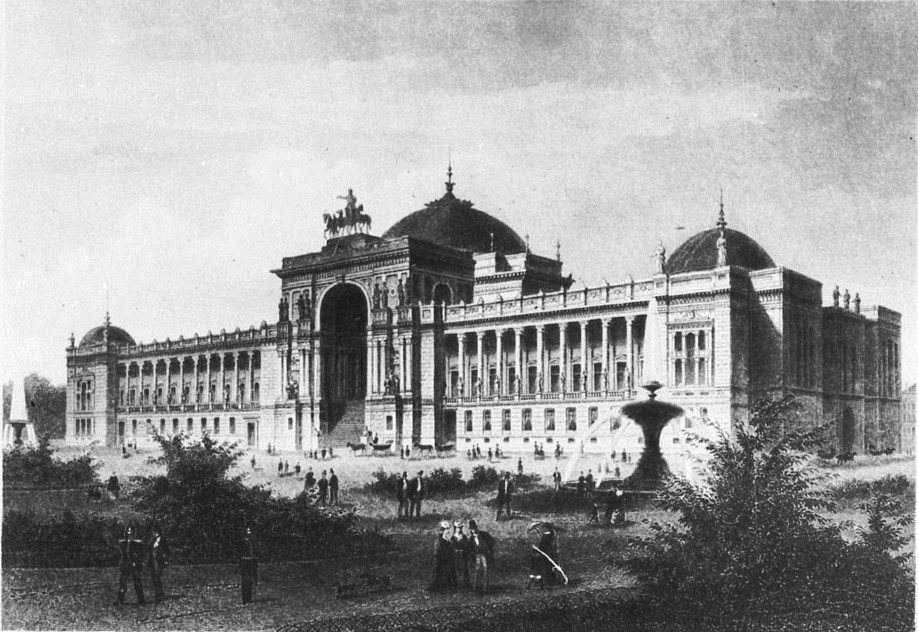
波恩斯台特1872年的设计

渐渐地委员会达成协议决定在国王广场的西侧建造新建筑。这里本来是一个剧院和娱乐场所。由於在此后几年里始终找不到更好的地方，因此在帝国议会上數次對此提出建议，但是每次都被否决。许多议员无法想像他们未来的工作地方是在这个“娱乐场所”，其他的议员则觉得尤其在坏天气里从他们的旅馆到那里的路太长了。威廉一世也开始不耐烦了。在一封给帝国总理奥托·冯·俾斯麦的信中他也支持西侧方案。他写道：“实际上一些病弱的代表的鼻涕是唯一反对这个地方的原因……”1874年拉辛斯基伯爵病逝，情况突然转变，东侧计划似乎可行了。但是实际上还是在数年之后，经过长期的协商，他的儿子才同意以高价让出这块地方。

## 计划（1881年－1884年）

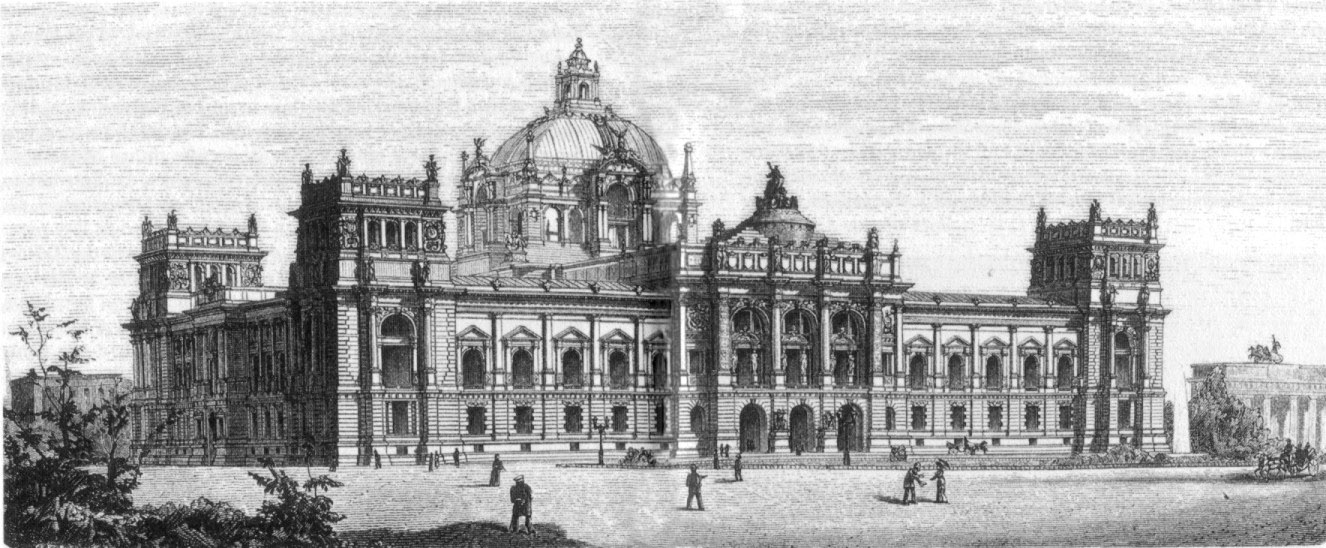
1882年瓦洛特的设计

1881年12月帝国议会决定买地。当时公众曾很激烈的讨论是否波恩斯台特可以直接加工修改他1872年的设计而不必再竞赛。
1882年2月德国还是决定进行一次新的竞赛。按照德国建筑师和工程师协会的要求这次竞争只允许说德语的建筑师参加。获胜者可以赢得很高的奖金。波恩斯台特也参加了竞争，但是毫无希望。从189分匿名投入的设计中最后法兰克福设计师保罗·瓦洛特和慕尼黑设计师腓特烈·冯·蒂尔希获胜，两人并列第一名。由于瓦洛特获得的投票数目高，因此他的设计方案最后被取纳。
获奖的建筑师的工作并不容易，他必须与多方合作。1880年帝国议会通过了一道法律，规定在建造新的帝国议会时建筑师必须与建筑科学院作为顾问合作。事实上这个规定非常糟糕，因为该科学院内的许多成员也参加了竞赛。虽然科学院没有做出任何违法行为，但是其对瓦洛特的工作经常的、过分细腻的公开批评使得其客观性令人怀疑。
此外普鲁士的建筑局作为监督部门也不时提出更改要求。瓦洛特向来非常耐心，只在他的私人信中发牢骚。每几个月他就不得不修改内部设计以及外墙设计。不相关的观察者认为最后建筑物与其原来的设计面目全非。

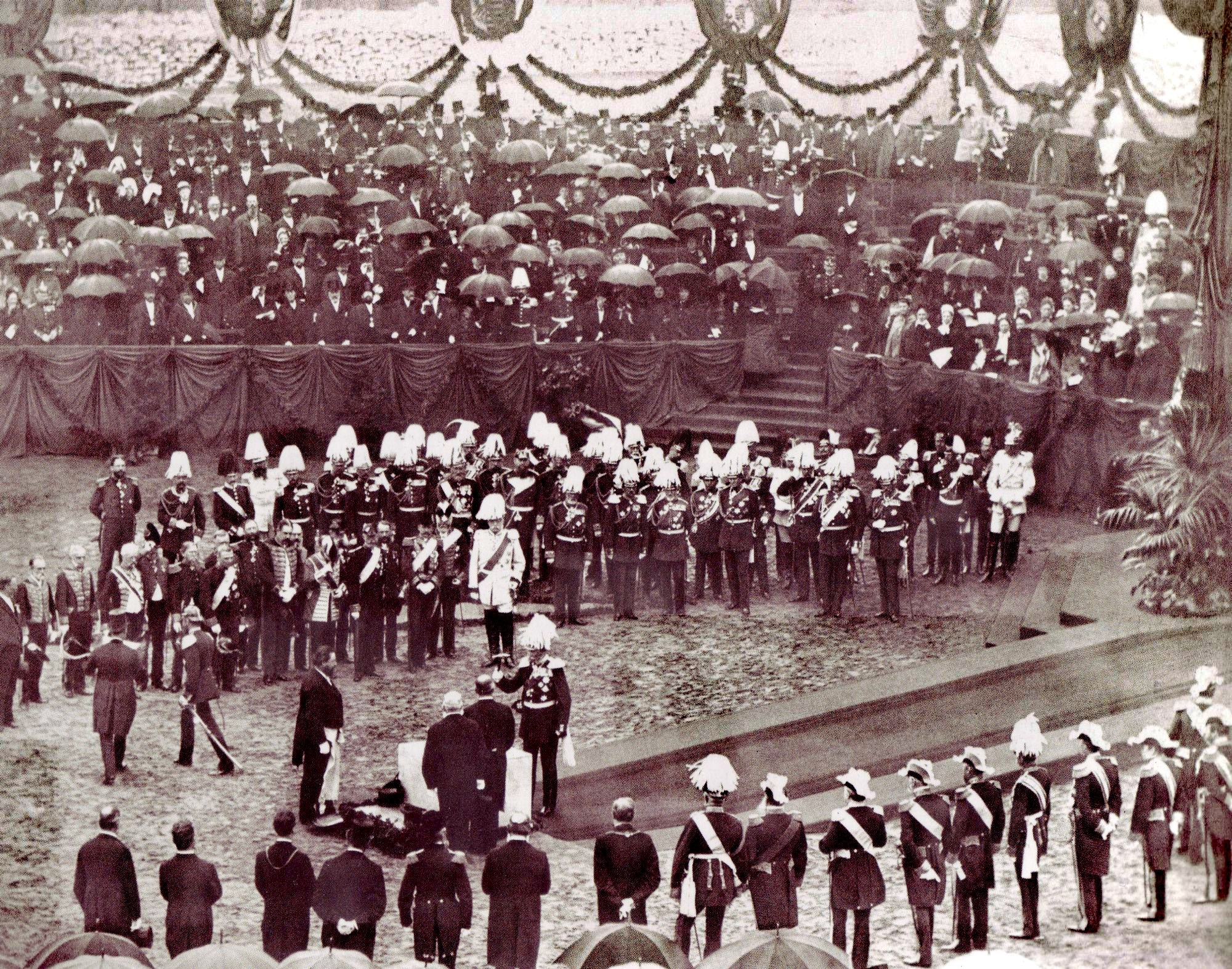
威廉一世参加奠基典礼

1884年6月29日新建筑终於在國王廣場東則奠基。参加奠基典礼的多为军人，只有少数议员在场。霍亨索伦王朝有三人作为中心人物出席：威廉一世、储君和储君长子。威廉一世敲象征性的第一锤时锤子崩散。

## 建造（1884年－1918年）

### 外觀

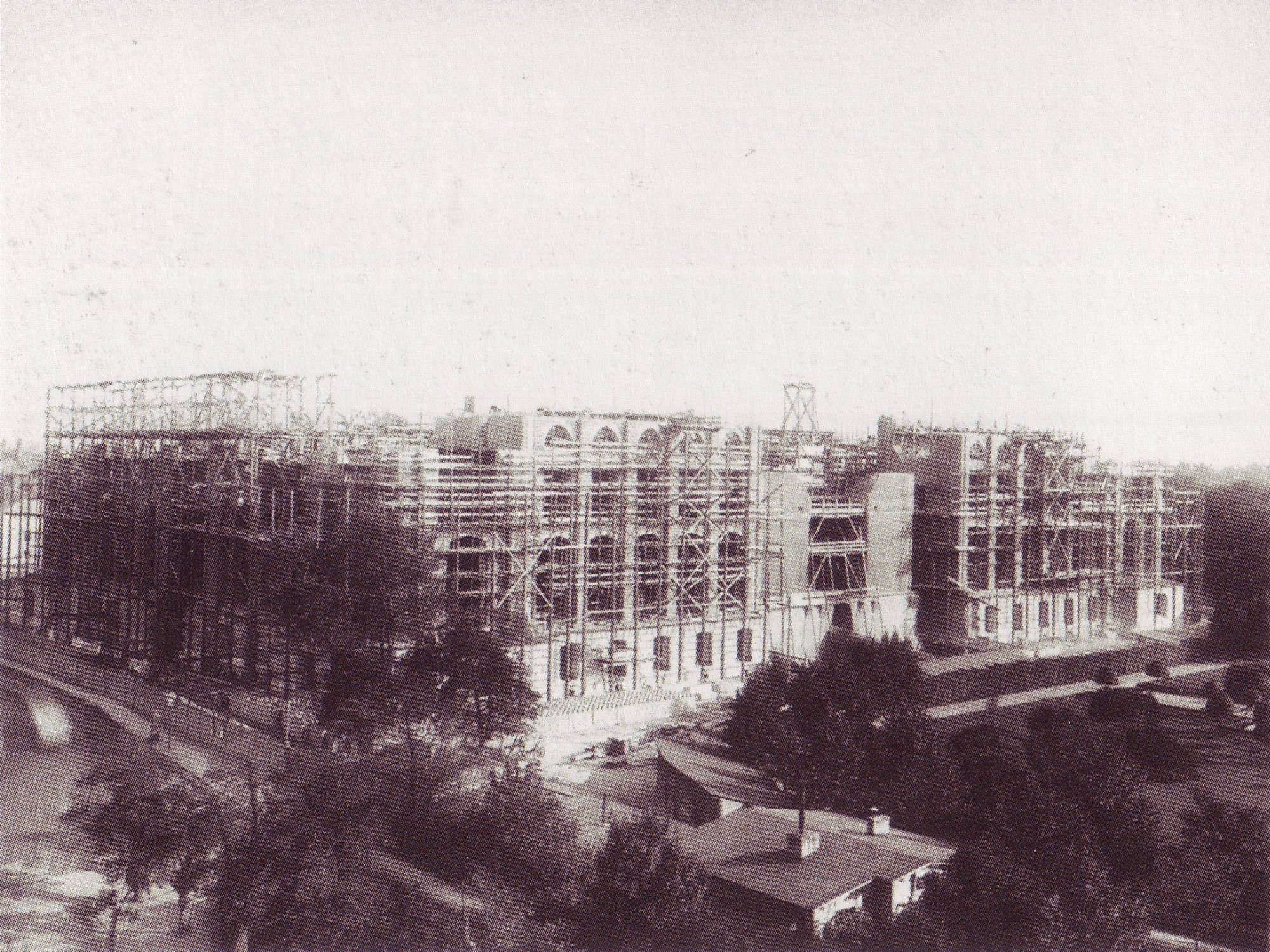
建造中的国会大厦（1888年）

在工程期间尤其是拱顶的设计带来了特别的困难。由於不同的要求，瓦洛特不得不将它从本来计划的中心大会场的上方移向西边的入口上方。工程按照这个计划开始，但是随着工程的推进，建筑师越来越坚信这个被迫的更改必须还原。经过极其困难的讨论，瓦洛特终於获得了还原的批准。但是此时大会场的支持墙已经完成，根据当时所有的计算数据，它们不够强来支撑计划中的石拱顶。直到1889年，奉命解决这个问题的建筑工程师赫尔曼·齐默曼才找到了一个解决方法。他将拱顶的高度从85米降低为约75米，此外他建议使用一个较轻、且对当时技术而言很难的钢和玻璃拱顶。这样产生的拱顶为大会场提供自然採光，此举为议会大厦提供了一个庄严的拱顶，同时也是德国工程师技术的一个典范。
1888年威廉一世駕崩，威廉二世继位。他开始对国会大厦抱持好感。在拱顶问题上他支持瓦洛特将拱顶移回中心的建议。但是在总体上他对这个拱顶不满——因为他认为这个拱顶代表着他讨厌的议会的权利，而且因为这个拱顶比他的王城宫邸的拱顶（67米）高。从约1892年开始他开始明显表现出厌恶国会大厦的情绪，称之为是“庸俗的顶峰”和“完全糟糕的成品”，非官方场合称国会大厦为“帝国猴馆”。 
保罗·瓦洛特希望借此创造一个在建筑中相当於德意志帝国对於德意志小国家和文化圈的统一的新的德意志建筑风格，因此整座建筑的内部和外部相结合。在外部，他主要运用意大利文艺复兴盛期的风格，并结合了德国文艺复兴的元素，如新巴洛克式建筑风格和当时流行的钢和玻璃结构（拱顶）。但当时许多人认为这个结合并非成功，而是非常不合理的多种风格的平行结合，因此招致了廣泛的批評。保守派反对拱顶的现代化技术，而革新派则不喜欢主建筑臃肿的文艺复兴风格。当时柏林知名的城市建筑顾问和建筑师路德维希·霍夫曼的批评尤其尖刻，他称这座建筑为“高级运尸车”。

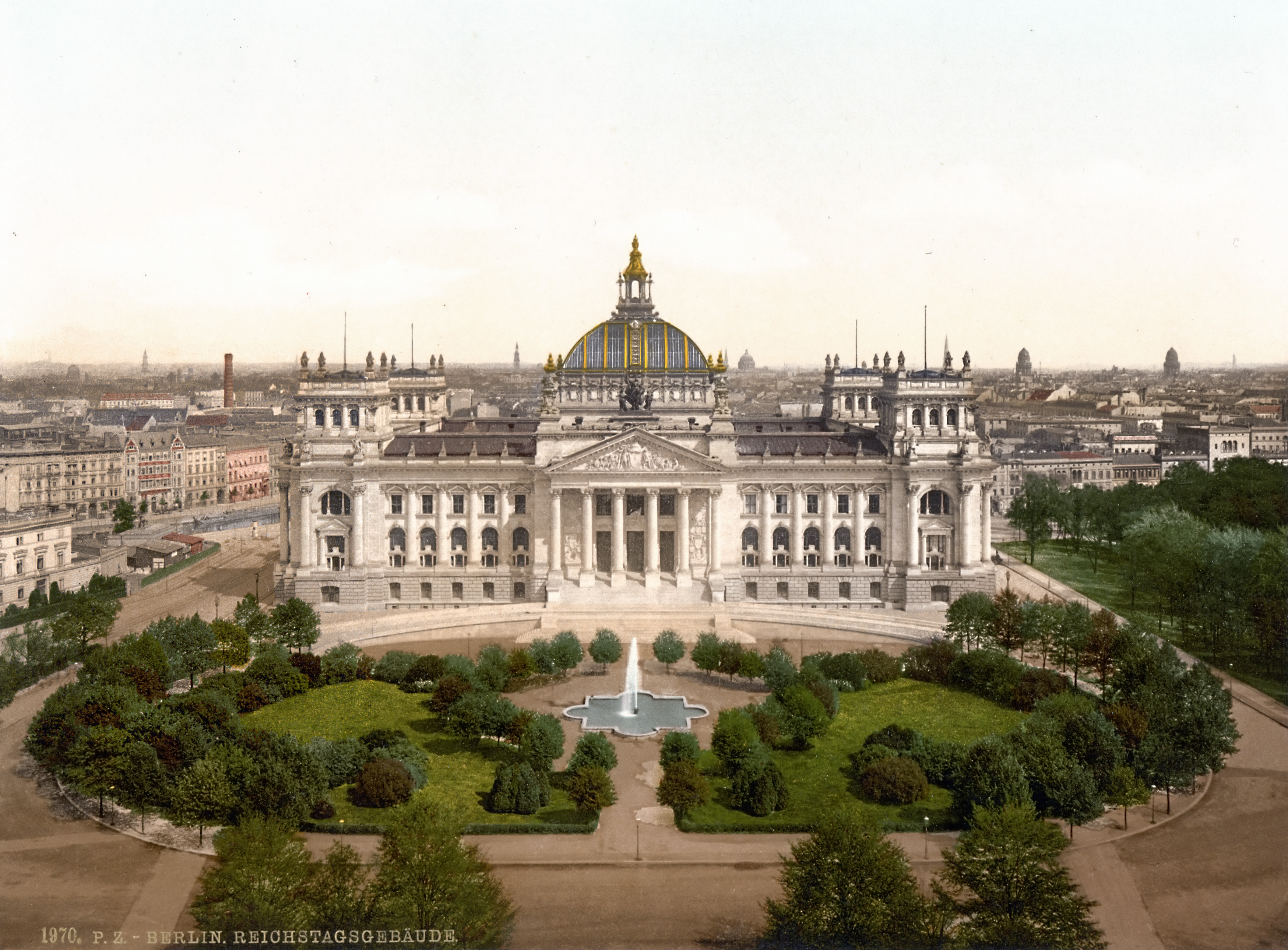
竣工后的国会大厦

1894年12月5日拱顶石纳入使用。这次庆典也是一次军事庆典。瓦洛特带领皇帝和皇后参观新建筑。在公众场合威廉二世大加称赞。其总建筑费用为2400万马克，主要是通过法国在普法战争中的战争赔款支付的。

### 内部设施

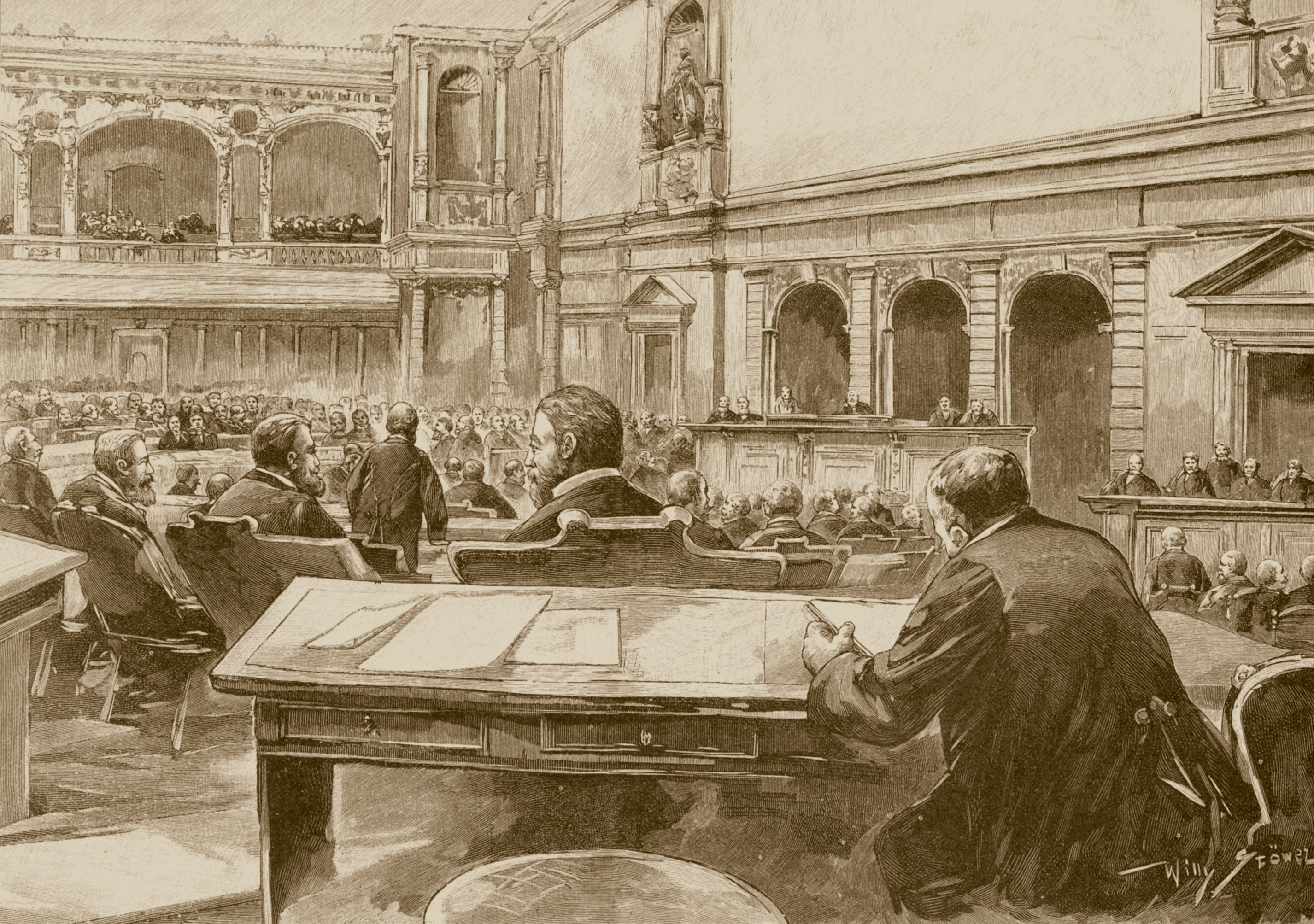
1894年的素描，可以见到当时的会场

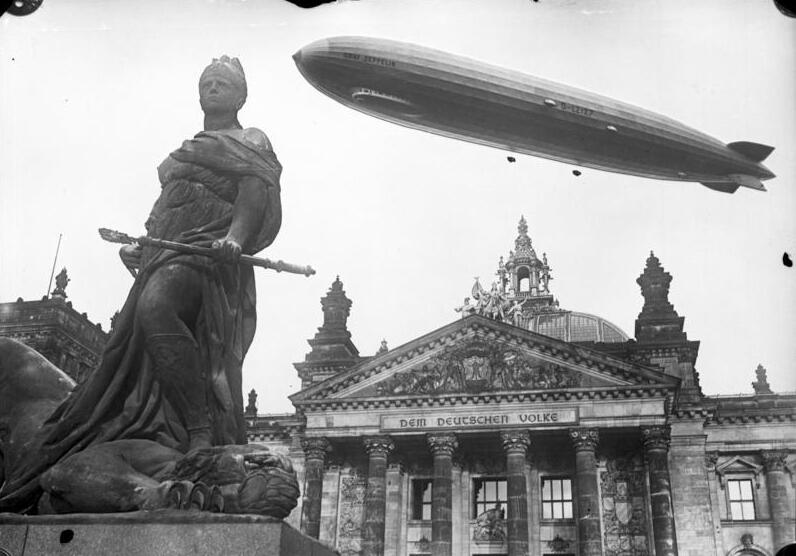
1928国会大厦與齊柏林飛艇

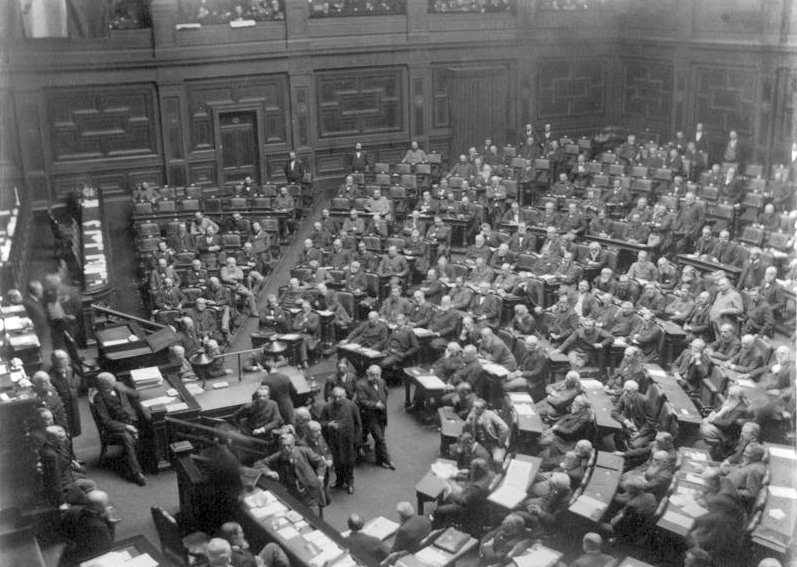
大会议厅（摄于1889年）

作为议会建筑，德国国会大厦的内部设施优良。其内部建筑技术是当时领先的。大厦有一座自己的电站，拥有中心暖气设施，房间里有温度调控、电扇、双层窗户、电话、坐式厕所等等。除帝国议会和联邦议会的会议厅外还有：读书厅、会议室、一间休息室、存衣室、洗手间和更衣室。图书馆在开始使用时有九万卷藏书，一共计划可以容纳32万卷书。档案馆里很快就藏有上百万文件。这些文件可以通过一个高级的液压系统送到读书厅。
但是大厦内缺乏足够的议员工作室来让左右的议员工作。其地基为138×96 米，与欧洲其它议院建筑相比较小。有人写道：“对他（指议员）来说有（……）雕刻精细的壁板、国王广场的美丽景色（……）有什么用处，假如他没有座位坐下、没有空闲的写字台来读书写字？”此后几年里的改建也未能解决这个问题。魏玛共和国时期的比例代表制使得议员的数字从397名增加到600多名，使这个问题更加突出。1920年代末计划在国会大厦北部扩建，但是这个计划没有能够付诸实行。
大多数房间（包括大会议厅）以木板覆盖，采用栎木、白蜡木、漂白的松木和一些热带木材。使用木材的部分原因是为了提高声响效果，此外木材比石材价格低廉。除此之外还有风格问题。瓦洛特主要是按照德国16和17世纪文艺复兴风格来设计内部装潢和家具。木材覆盖的墙壁以及木材的装饰，比如门上方的扇形的三角装饰，或者方尖塔装饰、雕刻的立柱和栏杆以及比喻的人形在文艺复兴时期的官方建筑（比如富有城市的市政大厦）中非常常见，因此也用来装饰国会大厦。这个非常精心的装饰往往被参观者看作是典型的德国式，因此也使用在此。与此相反的则是国会大厦的外形，虽然具有一些德国式的风格，但是总体上的形象则是当时非常普及的“国际新文艺复兴式”。

### 图像装饰

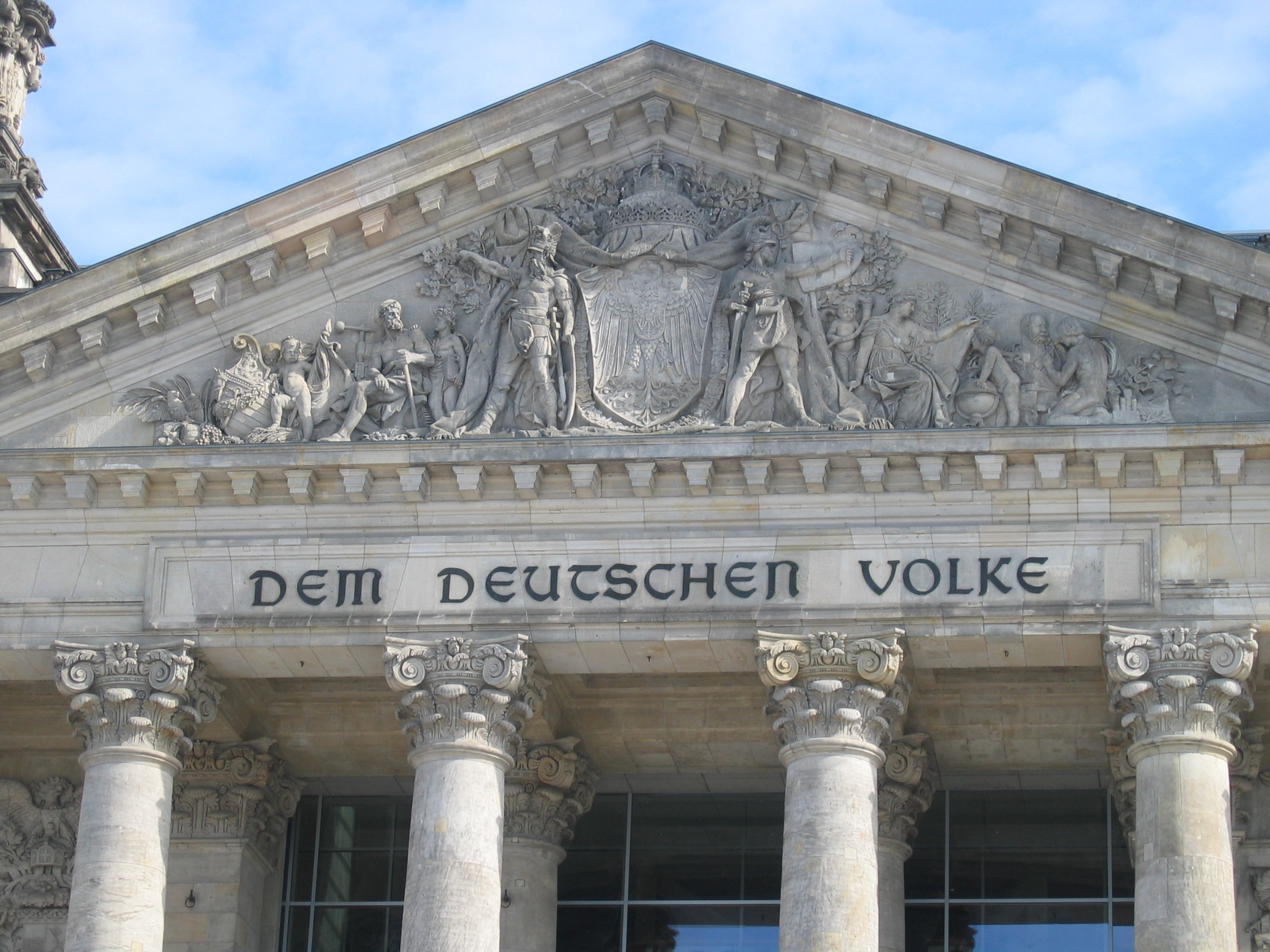
国会大厦的山墙

1894年纳入拱顶石时，艺术修饰还没有完成。这个艺术修饰的目的在于体现1871年德意志帝国的统一——德意志各分国在普鲁士的领导下统一。入口处山墙上的帝国国徽以及拱顶顶部的皇冠以及入口上方莱因霍尔德·贝加斯塑造的日耳曼尼亚雕塑群代表着达到的目标。另一方面图像的许多地方也体现出来德意志帝国是由其不同的分国或者州组成的，比如当时德国所有州的州徽和王国的国徽、重要城市的市徽以及拟人化的莱茵河和维斯瓦河。除此之外在角楼上还有当时流行的16个形象：艺术、科学、教育等等。为了保持国家统一性的代表以及避免地区间的竞争建筑师选择了德国各个地区的雕塑家来完成外围的图案。
瓦洛特在一篇文章中写道说这座建筑是为德意志人民（DEM DEUTSCHEN VOLKE）而建。当时有很多人都估计这三个词会在启用时刻在西部大门上。但是这个部位有20多年空着。一般认为威廉二世亲自操纵来阻碍将这三个词刻上去，但是这个怀疑没有确凿证据。直到第一次世界大战中1916年圣诞节这三个词才安置上去。一般历史学者研究认为有两个原因：德国社会民主党同意战争贷款，皇帝为此表示“感谢”；或者是因为当时人民已经厌倦战争，因此此举是用来鼓舞人民的战心。著名的建筑师和工业设计师彼得·贝伦斯使用当时流行的安色尔体塑造了这三个词。词本身是用1813年至1815年拿破仑战争末期缴获的两门大炮的铸铁熔化后造的。每个字母高60厘米。 
瓦洛特于1899年赴德雷斯顿任教授，但是直到1912年他逝世依然不时因为国会大厦的装修问题而从事顾问职务。

## 国会大厦纵火案和纳粹時期

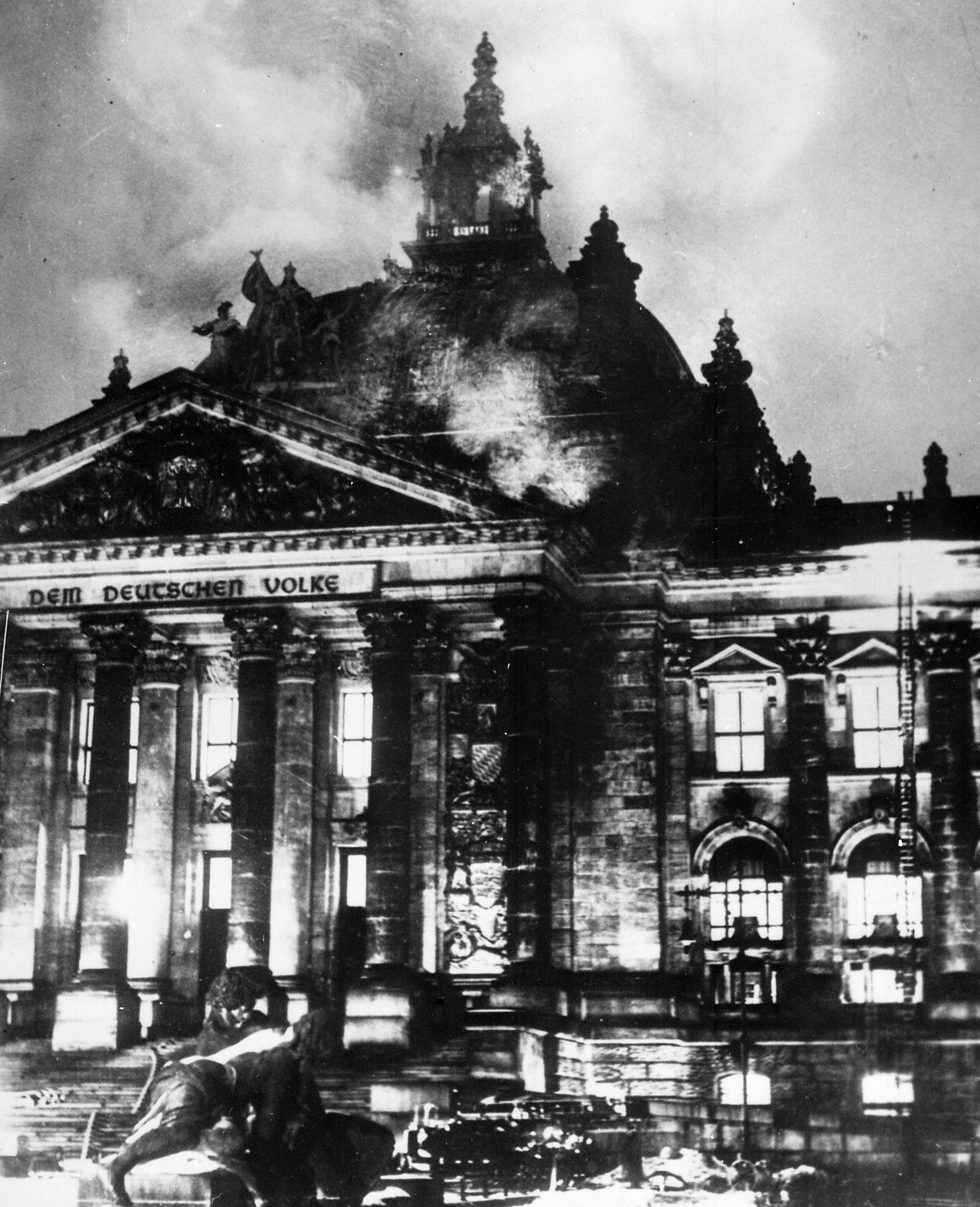
国会纵火案后的大厦

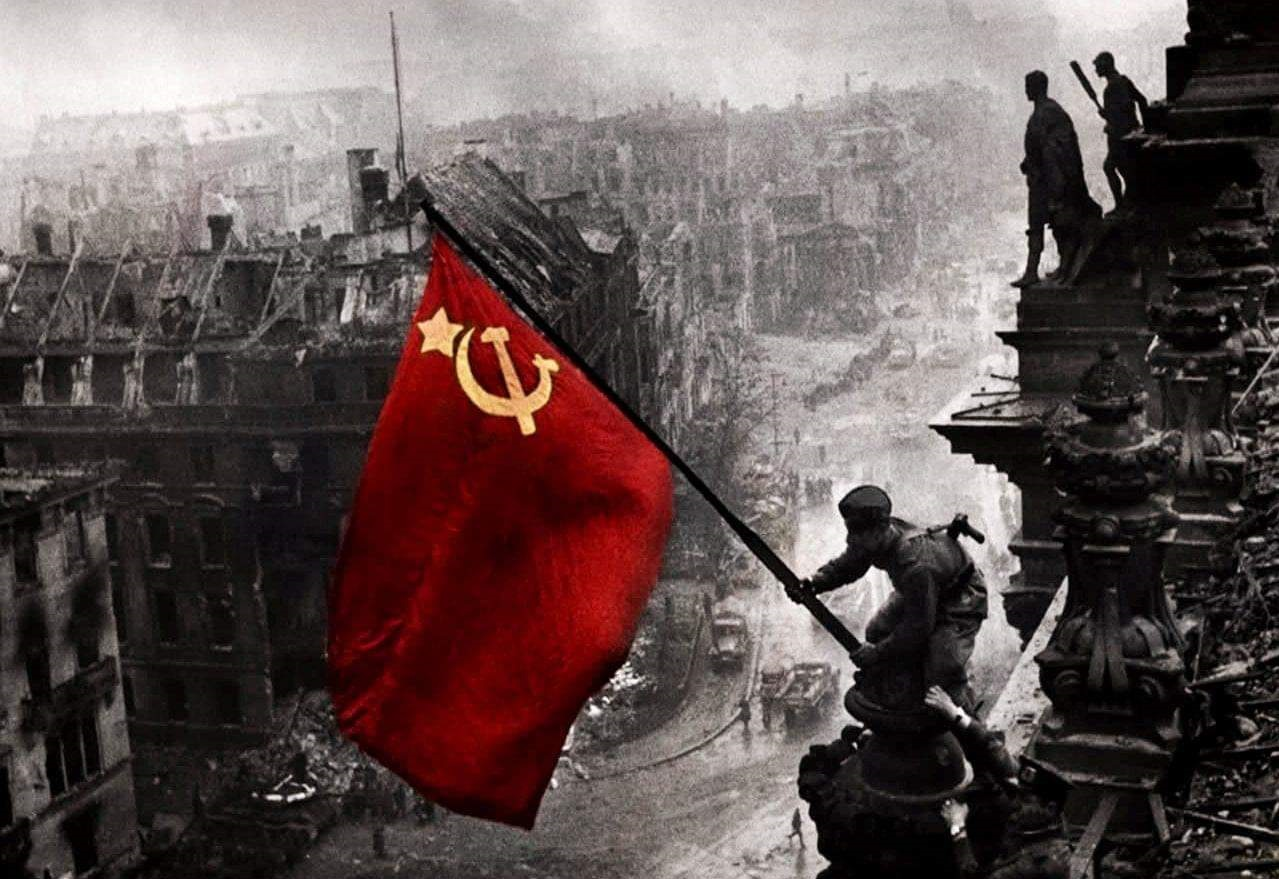
1945在柏林国会大厦扬起红旗

1933年2月27至28日夜，阿道夫·希特勒上任德国总理四周后发生国会纵火案，大火从国会大厦的拱顶窜出。会场和一些周边的房间被焚毁。这次大火被确定为纵火所致，但是至今为止没有确切说法解释谁是纵火者。而可以肯定的是纳粹在这个事件中得利。当夜他们就以此为契机，对其政敌采取暴力袭击。次日他们迫使德国总统保罗·冯·兴登堡签署国会大厦大火法令以“保卫国家和人民”。该法令的重点在于第一条规定德國憲法部分條文暂时失效，第五条规定“叛国”可以处死刑。 
1933年5月荷兰共产党员马里努斯·范·德尔·卢贝和当时其他著名共产党人，包括保加利亚人格奥尔基·季米特洛夫在莱比锡的帝国法院上因纵火被告。原告称大火是进行武装暴动的信号。卢贝在这次的政治性审判中，依据来源可疑的认罪和仓促改变的法律条文而被处死刑，1934年1月处决。其他被告人因为证据不足而獲釋。由于在法庭上季米特洛夫在辩论内容上远胜于約瑟夫·戈培爾和赫尔曼·戈林，因此这次审判被纳粹宣传者视为一场灾难。
从1933年7月开始只有纳粹党党员参与德国的议会，议会名存实亡。大火后议会搬到国王广场另一侧的科罗尔剧院里召开。虽然拱顶經過临时修补，却没有修理毁壞的会场。大厦内仅进行政治展览。这里展出过阿尔伯特·斯佩尔设计的“世界之都日耳曼尼亚”的模型。按照这个规划在国会大厦附近要建造一座拱顶290米高的“人民大厅”（Halle des Volkes）。
第二次世界大战中国会大厦的窗户被填死，改造为一座碉堡。曾在这里生产真空管，大厦内还设立过一所医院，邻近的夏里特医院将妇产科搬到这里，因此有数百名柏林人在国会大厦中出生。后来受到英美盟军的空袭和苏联红军的炮击。
1945年，苏联红军攻入柏林。他们将国会大厦视为纳粹党政府的标志之一。经过激烈战斗，苏联白俄罗斯第一方面军突击第3集团军第150步槍师第176旅占领国会大厦。白俄罗斯第一方面军突击第3集团军的九个师分别制作了红旗，1945年4月30日其中一面旗首先插在大厦入口处，后来插在拱顶上。当地时间下午三点钟第三军的指挥官打电话给朱可夫说：“我们的红旗飘扬在国会大厦上！”他还说“在上层和地窖里还有战斗。”直到5月1日晚上地窖里的守卫者才投降。升起这面旗帜的三名苏军士兵为阿列克谢·别列斯特、米哈伊尔·叶戈罗夫和梅利通·坎塔里亚。
1945年6月20日这面红旗运返莫斯科准备参加胜利日庆祝典礼，现存于俄罗斯的陆军博物馆展出。这面红旗随后称为“胜利旗”，常出现在俄罗斯等原苏联国家的阅兵中。攻入国会大厦的苏联士兵在墙壁上留下了大量涂鸦，后来的重建中保留下来。

## 德国分裂（1945－1990年）

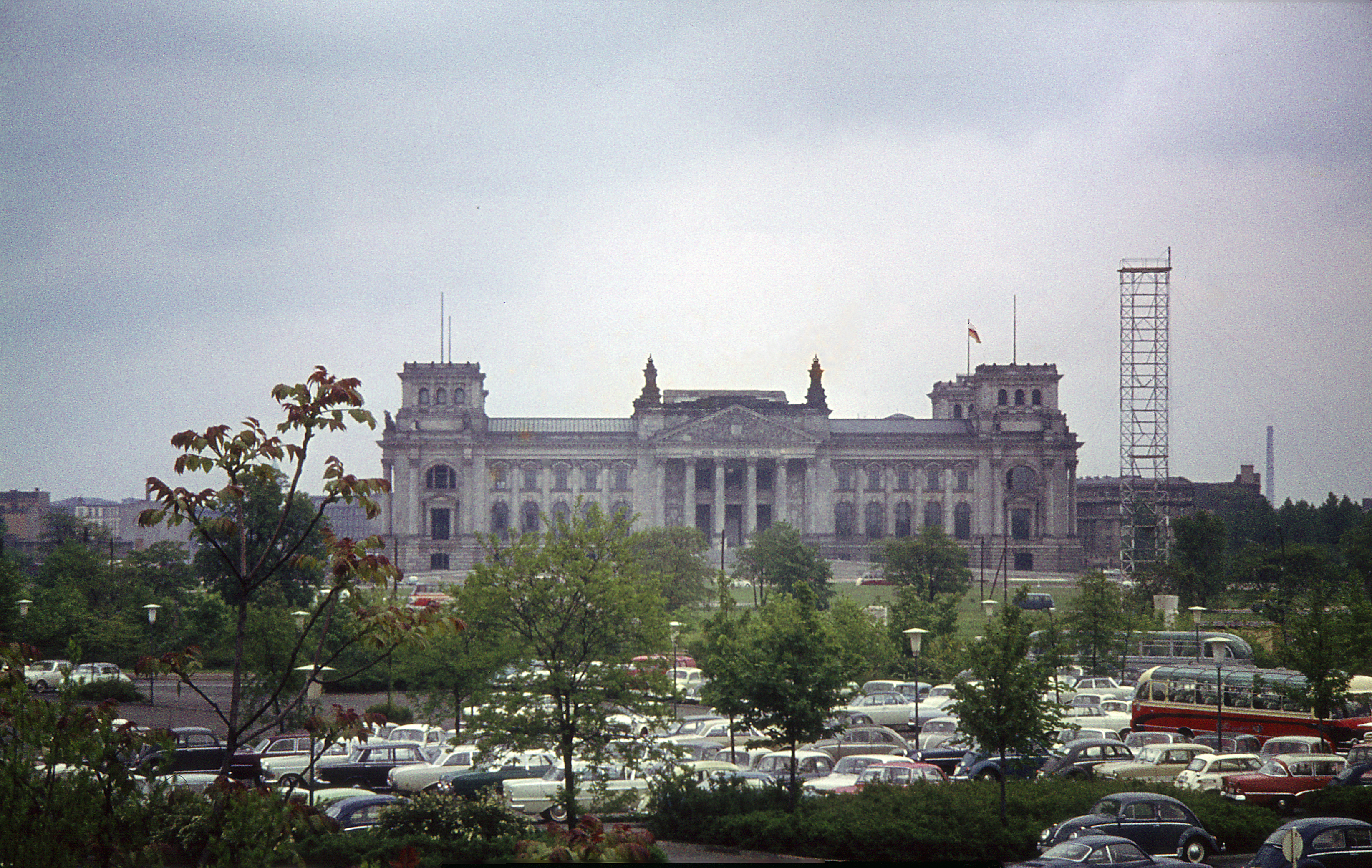
1964年没有拱顶的国会大厦

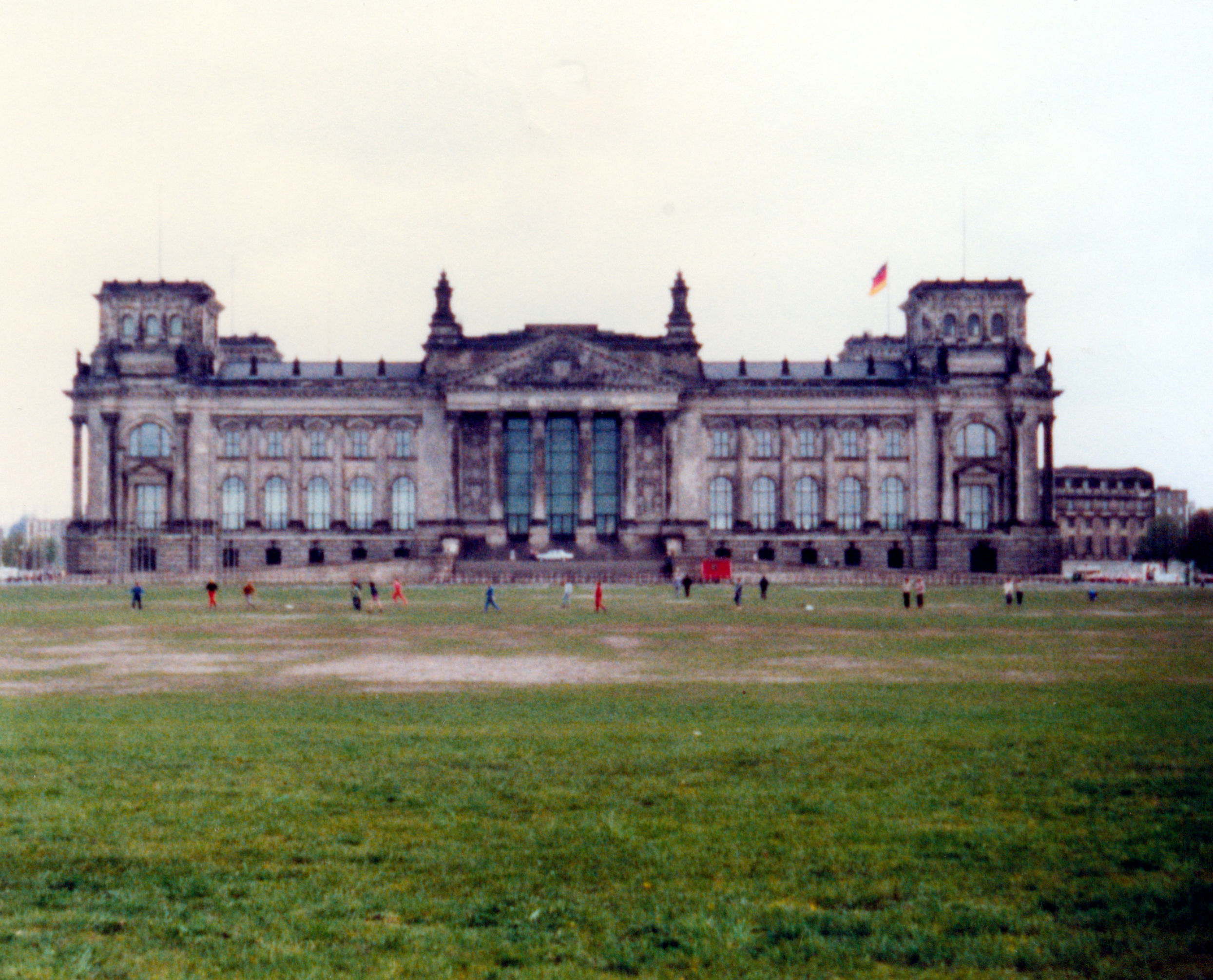
1982年的国会大厦

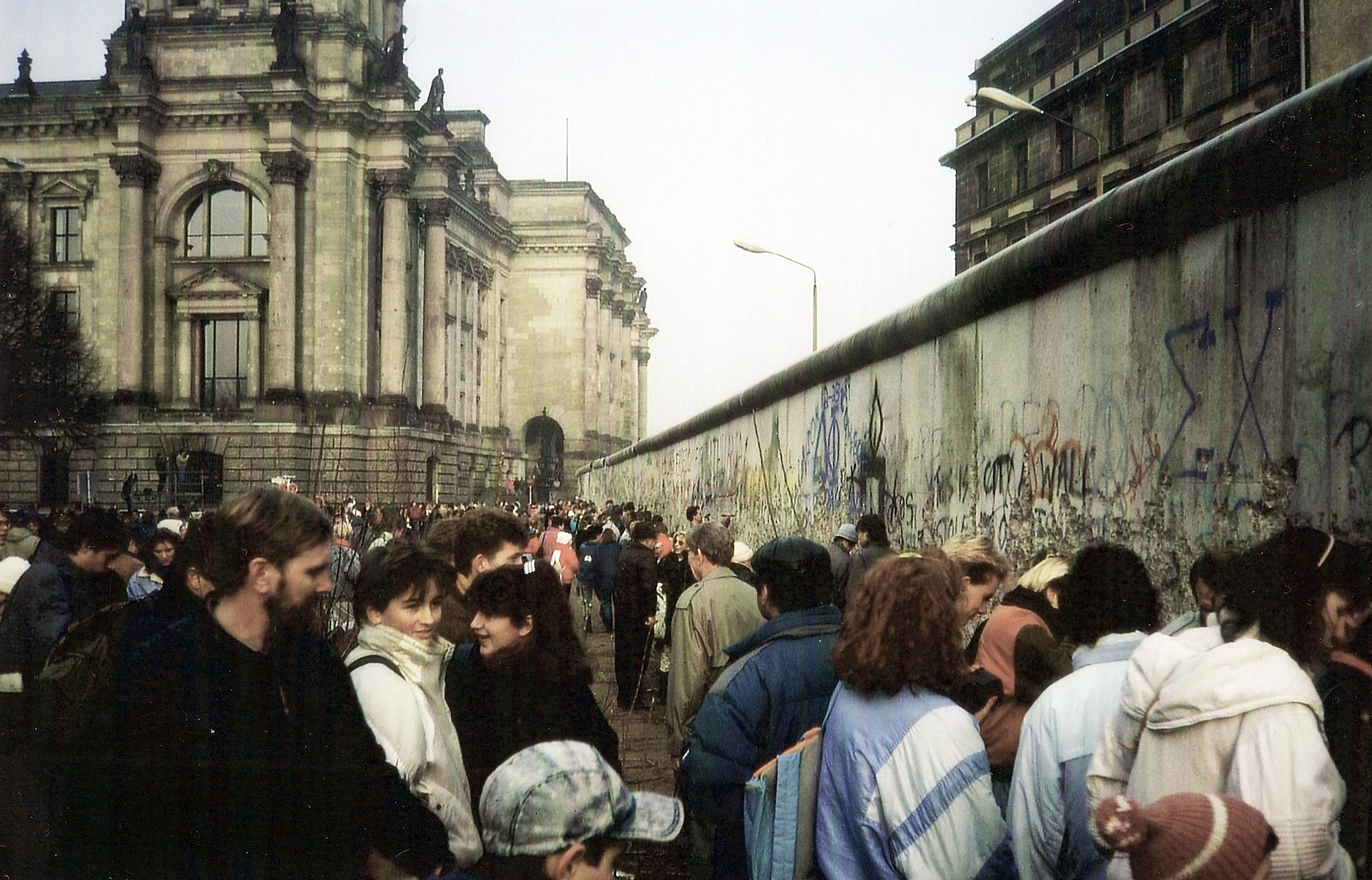
国会大厦东侧的柏林墙

第二次世界大战后位於西柏林地區，但国会大厦及其周围已是一片废墟，市民使用周围的空地种植马铃薯和蔬菜。1954年11月22日拱顶被拆——理由是为了对損毀的建筑物減輕负担，一些批评家怀疑这个理由。此后新成立的联邦建筑局仅限於保存其建筑。
1955年联邦议会决定修复国会大厦。但是在当时分裂的德国修复大厦的目的还没有定论。1961年建筑师保罗·鲍姆加藤作为一场招标的获胜者获得了计划和组织重建的任务。1973年重建工程完成。但建筑表面的许多装饰图案没有修复，角楼的高度向下降低，而且没有建造新拱顶。在建筑内部大多数旧有结构被石棉遮盖，新的楼层扩大了使用面积，也大幅度地改变了原来的房屋结构。大会场扩建了一倍，可以容纳重新合并后的议会成员。但是按照《柏林四强协定》，从1971年开始联邦议会不能在柏林召开会议，只有党派议会团体可以在新设的房间里开会。 
尽管鲍姆加藤的改造受到联邦建筑局（BBD）的支持，部分依建筑局要求设计。但也符合当时的历史条件。他改用1960年代的建筑风格，不使用任何装饰。建筑内已直线和平面为主。当时有些评论尤其认为19世纪时期造的大型建筑过於臃肿，没有多少保存价值，因此在改建时基本上沒有顾及保护的观点。除此之外对国会大厦改建工程的评论，除美学观点外还有一种观点认为：整个建筑尽管是一座议会建筑，但是在建造时它代表的是一个民主前的国家制度。此后的民主政权非常弱，继之则是一个非常独裁的政權。当时德国刚刚开始进入民主政治，因此在改建过程中决定使用现代化的建筑风格来完全脱开以往。目前人们对这个问题上的观点又发生了变化，因此在再次改建后鲍姆加藤的设计几乎全面取消，只留下了少数印跡。只有外表的许多雕塑和图案没有恢复。除了对这些雕塑和图案的反对外，还有出自力学上的原因反对恢复这些雕塑的意见。在战争中这些雕塑大多已毁得面目全非了。1990年代开始再次改建国会大厦时曾经有人讨论是否修复它们，但是这个建议很快被放棄了。 
在两德分裂期间从1961年至1989年柏林墙就在国会大厦的东侧。建筑内有关於联邦议会以及国会大厦历史的展览。外国首脑来访问柏林是都要到国会大厦的外围台阶上来看柏林墙。从1971年开始建筑内展出“德国历史疑问”的展览，数百万来访者观看了该展览。
两德合并后，1990年10月3日联邦议会在经过非常激烈的讨论后，决定将政府和议会从波恩迁回柏林，国会大厦經确定为联邦议会的会址。

## 改建（1991年－1999年）

### 招标

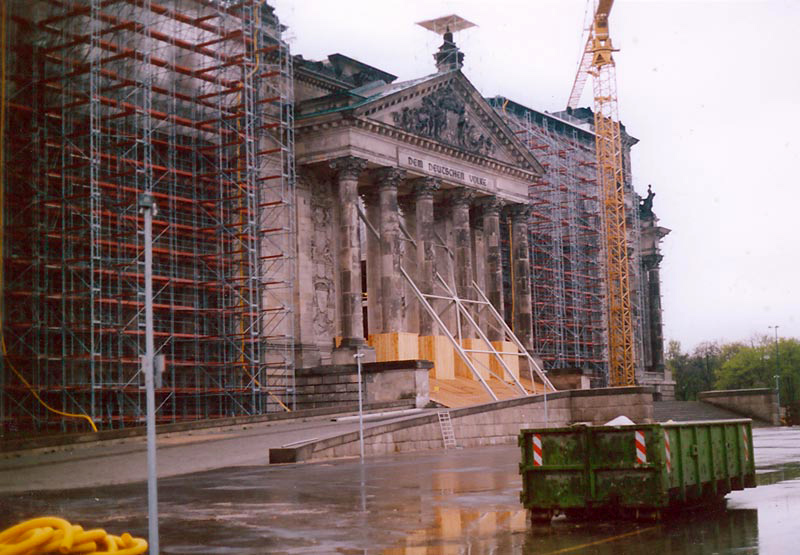
改建中的国会大厦（1995年）

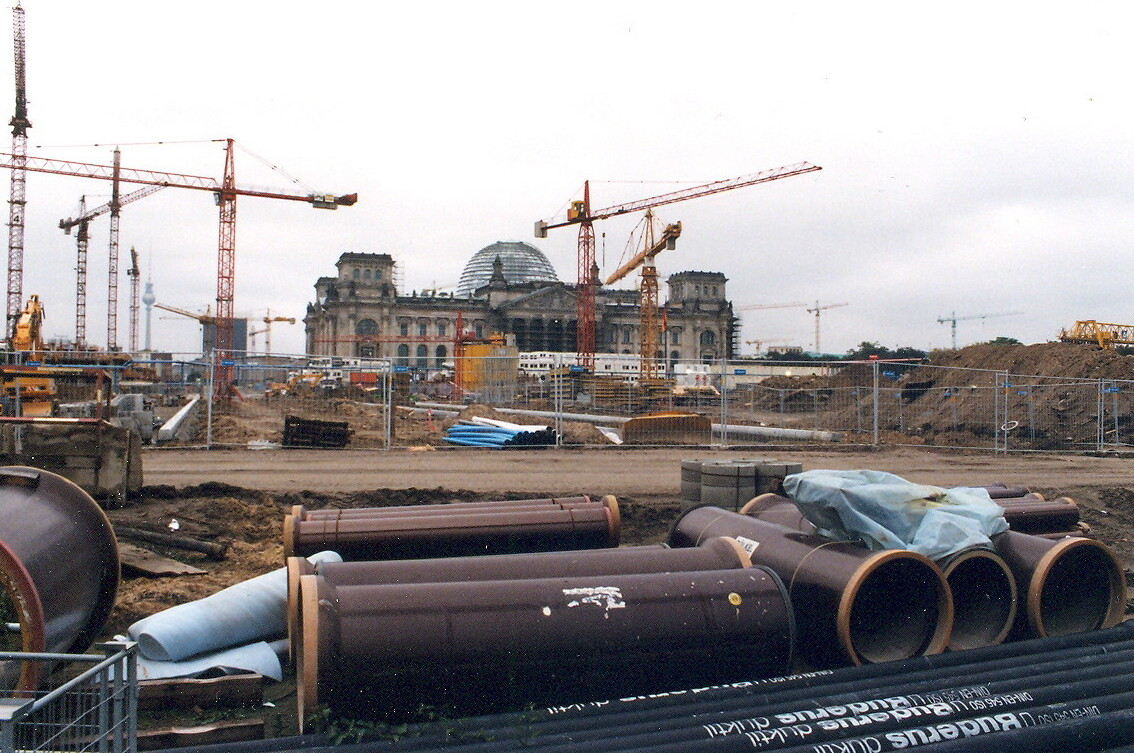
改建中的国会大厦，前面是总理府工地

1991年6月20日联邦议会以仅18票的多数决定将其会址迁往柏林。在搬迁计划中，德国国会大厦必须改建为一座现代化的议会大厦。1993年开始招标。最重要的标准是透明度、清晰度和模范性的能源技术。在80份设计中最后有三份获胜：诺曼·福斯特、皮·德·布鲁因和圣地亚哥·卡拉特拉瓦的方案。福斯特的设计中包括一个在大厦上方、与它不相连的一个玻璃顶，这个玻璃顶完全笼罩了大厦及其周围地区。但是出于美观（有人称这个設計为“德国最大的加油站”）以及预计的13亿马克未能获得公众批准。在此期间他使用了一个完全不同的设计，胜过了他的两名竞争对手。 
在他的新设计中福斯特并没有计划给国会大厦加一座拱顶。在他的解释中他甚至特别表示反对“出于纯象征性原因”在大厦顶上加任何提高的结构，他不建议加一个顶（如他本来的设计）或者一个拱顶。出于政治家的压力在1994年和1995年顶部的设计多次修改。1995年5月8日福斯特展示了一个玻璃的、可行的拱顶，这是他的最后设计。议员们同意了这个设计方案。卡拉特拉瓦却指责福斯特盗用了他本来的设计，因为卡拉特拉瓦参加招标的设计中有一个类似的拱顶。经过专家评审和再评审，最后，大多数专家认为一个像拱顶这样的传统建筑结构无法有特别的著作权。

### 克里斯托夫妇

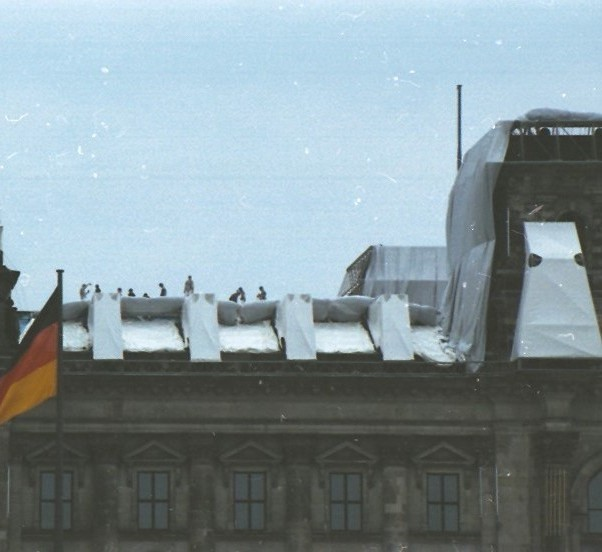
“包扎国会大厦”

从1971年开始艺术家克里斯托夫妇准备其“包扎国会大厦”的计划。1994年1月波恩联邦议会召开大会讨论是否一个像国会大厦这样拥有国家象征性的建筑可以作为艺术品使用。大多数议员表示同意。从1995年6月24日至7月7日国会大厦完全包在銀色的不燃纤维布內，包裹用的绳子有三厘米粗。在两个星期内这个艺术品吸引了五百万人参观。

### 内部改造

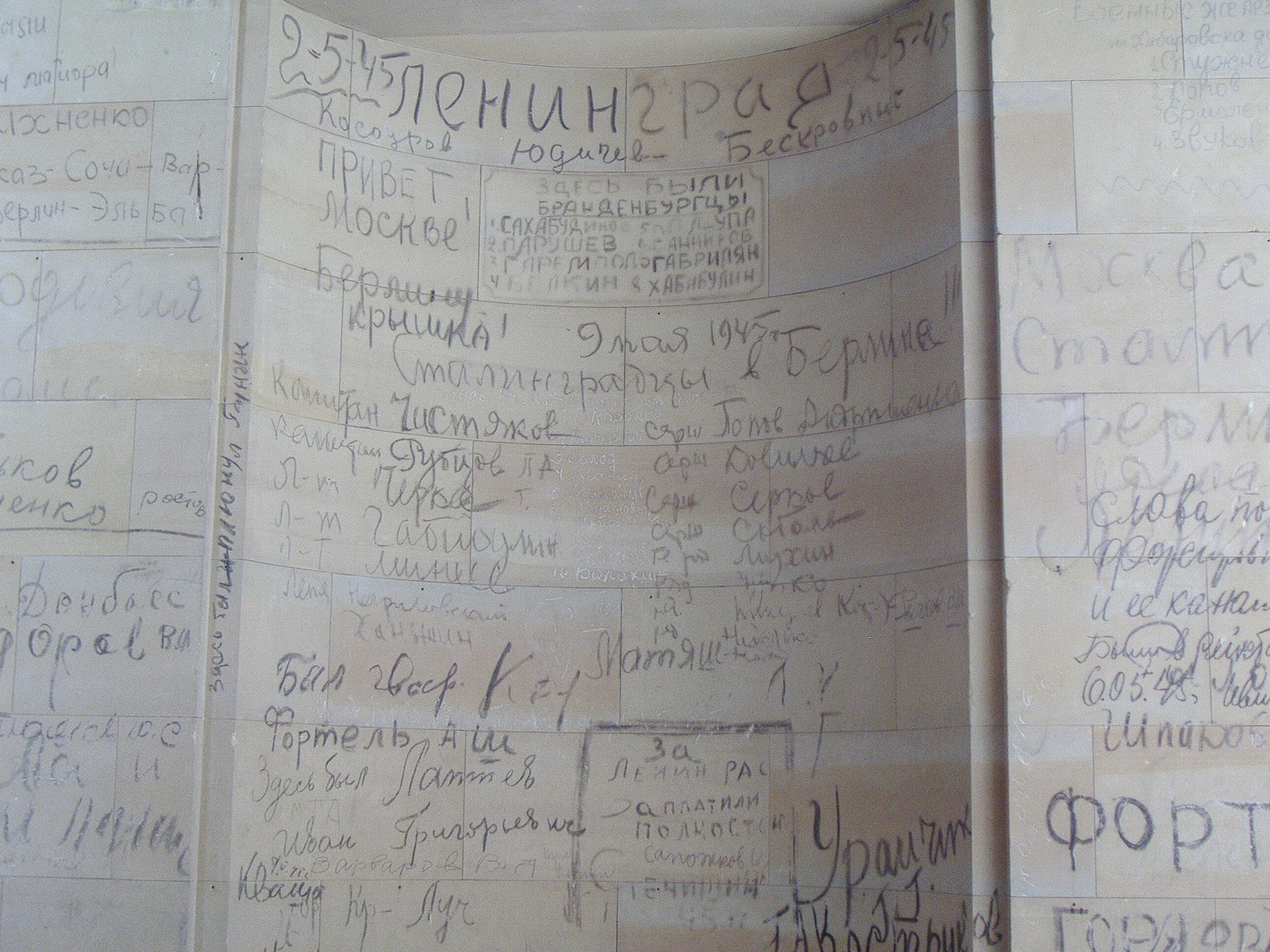
苏联红军士兵的留言

改建前最后大厦内的最后一次活动是1994年12月2日举行的。1995年5月末改建准备工作完成。这些工作包括去除石棉和将1970年代改建时遮盖起来的结构释放出来。许多原来的结构均保存下來，后来又结合到改造后的建筑中。保存老建筑是对建筑师提出的要求之一。历史遗跡要能够看到。其中包括1945年5月苏联红军士兵在建筑内的留言。在俄罗斯外交官的同意下包含种族歧视内容及其它下流内容的涂鸦被去除，其它的留言則予以保存并可供参观。 
1995年7月末改建工程开始。鲍姆加藤的改建被去除，清理出4.5万吨垃圾。为了保证的建筑的稳定性，原来保罗·瓦洛特在建筑地基里打下的2,300根支柱又增添了90根。
1996年6月开始内部的基础改建，在老建筑的结构中产生了一座新建筑。包括贯通所有三层楼的大会场和在三层楼的记者招待厅。北翼和南翼约占总建筑面积的三分之二，基本上保持了过去的状态，仅有修缮。大会场面积1,200平方米（瓦洛特的大会场为640平方米，鲍姆加藤的为1,375平方米），主席台又改移到东边，如同建筑初始时的状态。观众可以通过一个为此特地建造的中间层到观众台。三层楼仅供议员使用。改建时使用了现代的建筑材料，在老建筑里主要使用淡色和暖色的石灰岩和砂岩。为了提高建筑的清晰度，建筑内分九个区，每个区有自己的（有时非常鲜艳的）颜色。房间内也有同色的木质墙壁，但是这些颜色有时与房间里展出的艺术品不谐和。

### 拱顶

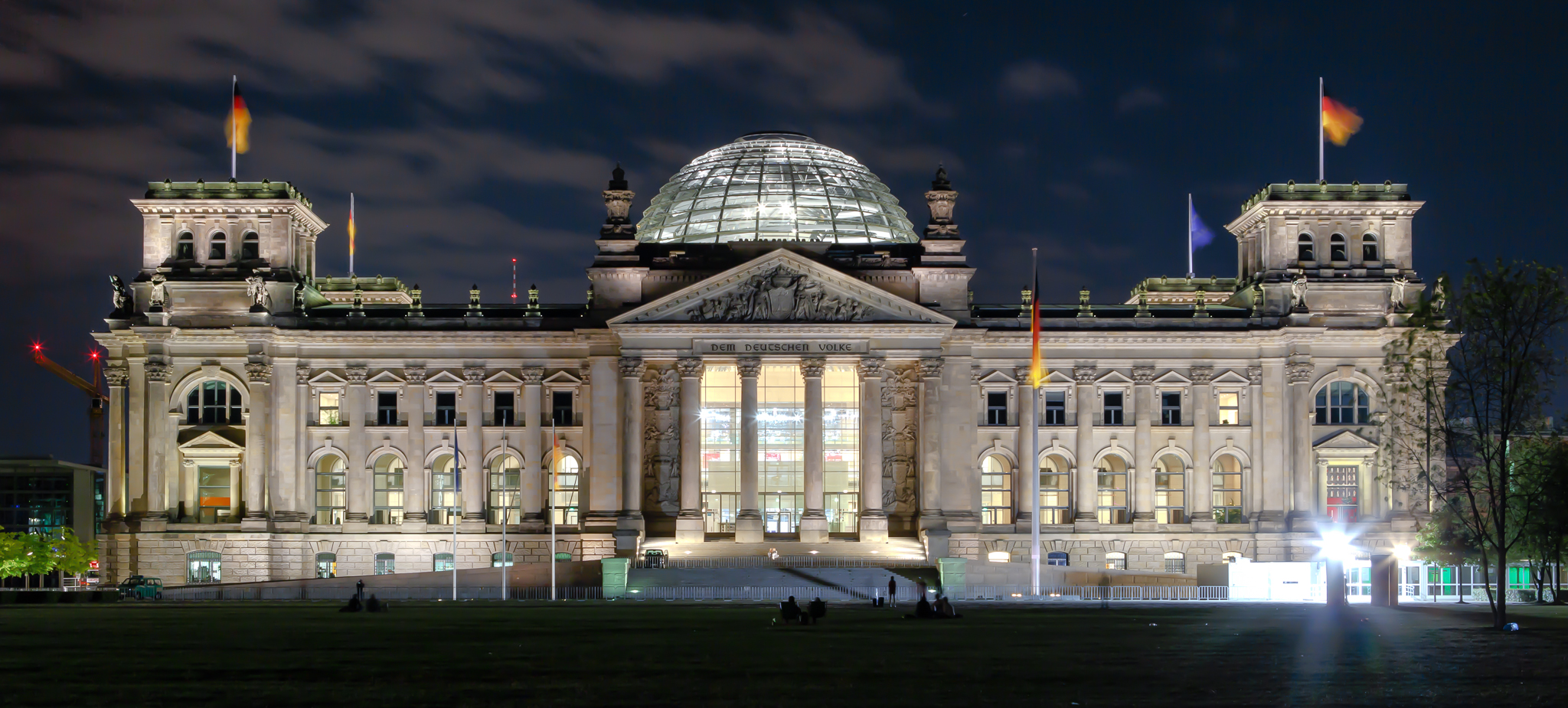
夜间的国会大厦

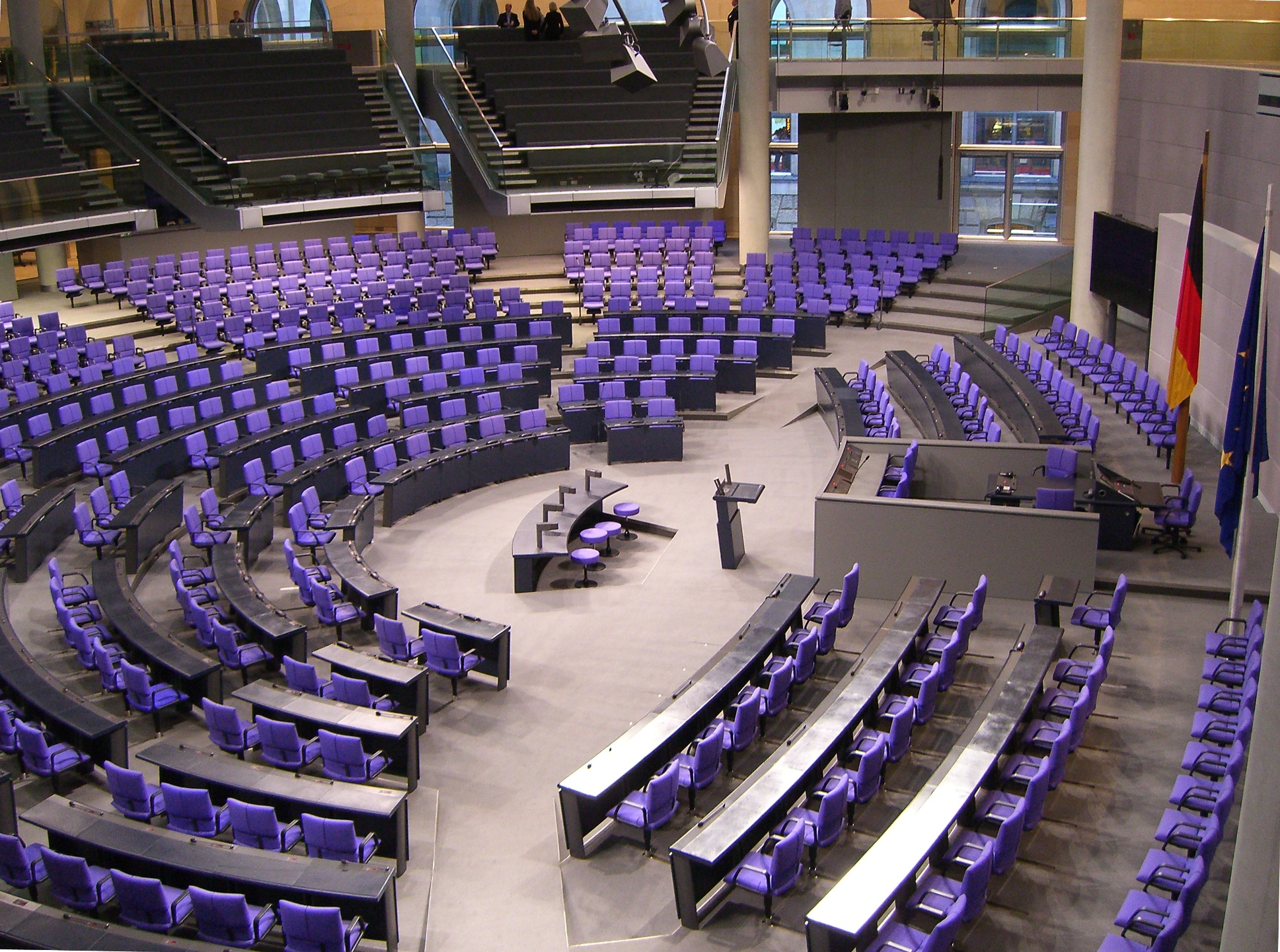
院會會場

后来设计的拱顶吸引了许多来访者，成为了柏林的一个标志。通过西门来访者可以进入大厦。经过安全检查后他们首先到达可以行走的楼顶。楼顶上的拱顶直径38米，高23.5米，重1,200吨。它的钢铁骨骼由24根竖直的肋（每根之间有15度的距离）和17根水平的环（每根间有1.65公尺的距离）组成。玻璃的总面积为3,000 平方公尺。在其内侧有两条对称的、螺旋式的、约1.8米宽、230米长的斜坡可以走到离地面40米高处的一个瞭望台。拱顶的最高处离地面47米，比保罗·瓦洛特设计的拱顶低得多。每天平均有8,000名来访者。 
福斯特在接受改建时得到了非常明确的规定，总改建用费不能超过六亿马克，包括拱顶的用费以及所有其它费用。1999年4月19日在国会大厦的首次会议上象征性地将大厦的钥匙交给议会主席。标志着改建工程按期按价完成。
1999年9月7日德国联邦议会开始在改建后的国会大厦正式开始工作。至2006年6月共有1,800多万人参观了国会大厦。

### 能源技术
1990年代国会大厦的改建中顾及生态学问题是招标时的重要要求之一。大厦的暖气和能源系统结合了太阳能技术、机械通气、使用地层作为冷和热储藏、热电厂、废热发电和使用可再生材料。
屋顶上的太阳能设备的面积有300多平方米。此外还有两座以梅克伦堡-前波莫瑞来的生物柴油为燃料的热电厂。这些供电设施可以提供国会大厦及其周围的议会82%的电能。在夏季，一座吸收式冷冻机使用电厂的部分余热驱动来为大厦供冷。另一部分余热投入地下300米深处的水库中，將其內的盐水加热到约摄氏70度并泵回地下，这些热水可以在冬季用来取暖。另一个60米深处的水库则用於存储冬季的冷气，也用于夏季供冷。通过这些和一些其它措施，国会大厦的年二氧化碳释放量可以从约7,000吨降低到400至1,000吨。
大厦的拱顶也與能源技术結合，用来作为大会场的照明和通风。通过360个漏斗状排列的镜子将日光引入会场。为了避免阳光直射并引起会场温度升高，一部分可通过电脑控制活动的镜子可以通过太阳的位置改为反光镜或遮光镜。在漏斗的内部热气可以导引到建筑的最高处，通过一个拱顶中心的圆洞排出。在其通道上它还经过一个热回收设备，将部分余热收回。拱顶圆洞下有一个排雨水的装置。瓦洛特在他的设计中就已经为了建筑的通风而建造了许多通风管，令这些通风管得以重新啟用。

## 艺术作品
在国会大厦改建前就已经有在大厦内陈列艺术作品的计划，这个计划在改建过程中得到采纳。国会大厦是柏林市中心政府区的建筑中艺术陈列的中心建筑。在改建过程中又有18位艺术家受邀请为大厦提供他们自己的作品。除德国知名的艺术家外，鉴于柏林過去的占領時期的历史，英国、法国、俄罗斯和美国的艺术家也受邀。除此之外，大厦内还陈列着许多收买或者租借的艺术品。大厦内共陈列有近30名现代艺术家的作品。
以下为其中的几部作品：
- 卡塔利娜·西维丁在1992年就为纪念纳粹所迫害和杀害的议员，在议院休息室中设立了以毁灭和再生為題材、由五幅照片绘画组成的大型艺术品，此外还有放在木桌上的纪念书。
- 西格玛·波尔克和格哈特·里希特受託替西侧入口70米高的墙设立艺术装饰。里希特使用黑色、红色和黄色的彩色玻璃组成了一个有多种理解方法的、21米高的图。波尔克则装饰了一组内容来自政治和历史的、由五个发光盒组成的拚图。
- 延尼·霍尔策在北侧的入口处树立了一根柱子，上面垂直地不断有彩色的、1871年至1992年间议员的演讲和叫喊，按照艺术家的愿望不断有新的演讲加入。
- 乔治·巴塞利茨在南侧的入口厅设立了一块巨大的屏幕，上面投影有倒过来的卡斯帕·大卫·弗里德利希式的绘画，来强调绘画中的形式元素。
- 伯恩哈特·海伊西奇提供了一幅名为《时间和生命》的绘画。它以德国表现主义的手法体现了德国历史中众多关键时刻。
- 约瑟夫·鲍依斯的作品《带装备的桌子》是一个长期外借艺术品：一块用青铜铸的桌子，上面有一个盒子，前面的地上有两个球，盒子与秋之间有电线相连。这个作品代表自然与技术能量之间的交流。
- 汉斯·哈克为北侧的内院设计了一个艺术品。议员要从他们的选举县中带泥土装进在一个瘦长长方形的木盒子里。一开始没有很多议员响应这个要求。一行霓虹灯的字“为人民”不被泥土遮掩。泥土里长出来的植物随它们生长。

在改建时大厦的艺术收藏就已經歷非常激烈的争论。比如有人强烈抗议收纳海伊西奇的作品，因为他在德意志民主共和国时期与政府的关系非常近，因此有人认为他的作品不应该陈列在民主议会众。哈克的作品的争论更加激烈。他的霓虹灯字行与入口处山墙上的字（为德意志人民）非常相似，因此有人指责他是想修改山墙上的字。哈克表示他认为由于德国近代历史人民这个词有一定的问题，但是他想通过他的字行给予一些思考，而不是想否认山墙上的字。艺术顾问会开了三次会议讨论哈克的作品，议会也开会讨论，最后还是接受了这个作品。
国会大厦中所有艺术品的收购价值为八百万马克，这与法律规定的公共建筑中为艺术作品出的钱的比例相应。每个艺术品的价值並未一一公开。

## 其它

### 西阳台
西阳台位于大厦西侧大门的右侧（北方）。1918年11月9日德国社会民主党的议会主席菲利普·谢德曼在第二个西阳台上宣布“德意志共和国”成立。今天这里有一块牌子纪念这个时间。关于他当时的演讲今天有多个不同的版本流传下来。1928年他在自己的回忆录中写道，他的演讲是这样的：“工人和士兵们！战争的四年是可怕的。牺牲是恐怖的，人民不得不丧失财产和鲜血。倒霉的战争结束了。残杀结束了。战争的后果，我们还将多年肩负艰苦和悲惨。我们要团结，诚恳和拥有责任感！旧的，陈腐的，崩溃了。新的万岁！德意志共和国万岁！”几个小时后卡尔·李卜克内西在王城宫邸宣布“自由社会主义共和国”成立。

### 地下通道
两德合并后在改建时发现了一个有暖气管的地道。它将国会大厦与国会主席宫连在一起，今天这个宫内是德国议会协会。有人怀疑1933年2月冲锋队成员使用这个地道进入和退出国会大厦放火。但是这个怀疑没有证明。

### 联邦鹰
诺曼·福斯特为多个大会场设计了新的联邦鹰。福斯特希望这只鹰瘦一点，但是议员们决定采纳原来路德维希·吉斯为波恩的议会设计的胖鹰（外号为“胖母鸡”），但是体积略大。福斯特则决定塑造鹰的背面，因此新的联邦鹰是两面都有的。福斯特设计的新标志比旧标志大约三分之一，重约2.5吨。

### 希特勒
与一般的意见不同的是，阿道夫·希特勒从来没有在国会大厦内发言。在魏玛共和国时期希特勒从未是国会议员。1933年1月30日帝国总统保罗·冯·兴登堡任命希特勒为帝国总理。两天后第七届国会就由总统兴登堡解散。
新国会于1933年3月21日召开，但是此时国会大厦已经毀於祝融，国会转移到科罗尔剧院，希特勒是在德国国会转移后的会址讲话。